# Jonquetella
Jonquetella é um gênero Gram-negativo e estritamente aeróbio de bactérias da família das Synergistaceae com uma espécie conhecida (Lactivibrio alcoholicus). Jonquetella anthropi foi isolada de um cisto humano de Montpellier, na França.